# Lasioglossum subtropicum
Lasioglossum subtropicum là một loài Hymenoptera trong họ Halictidae. Loài này được Sakagami, Miyanaga & Maeta mô tả khoa học năm 1994.